# Kale borroka
Kale borroka ( "ulična borba") je naziv za urbane gerilske akcije koje provodi baskijska nacionalistička mladež integrirana u domoljubnu ljevicu. Zajedno s ETA-om, kale borroka je jedina preostala oružana frakcija baskijskih nacionalista u baskijskom sukobu.
Njihove najčešće akcije uključuju: napade na urede političkih stranaka, posebno španjolske Socijalistička radnička partija i Narodne stranke, ali i drugih stranaka, kao što su baskijske nacionalističke stranke i Zajednice navarskog naroda. Tako se napadaju imovine ljudi povezanih s tim skupinama (spaljivanje automobila, napad na mjesta stanovanja). Napadaju se i uništavaju bankomati, bankovni uredi, javni prijevoz. U izgradima se koriste molotovljevi kokteli, zapaljeni kontejneri za smeće, pa čak i osobna vozila.
Tijekom ETA-inog prekida vatre od ožujka 2006. do 2007., kale borroka nije prestajala, ali je u padu od svog vrhunca sredinom 1990-ih.